# Józef Górny
Józef Górny (ur. 15 września 1949 w Gilowicach) – polski polityk, samorządowiec, urzędnik państwowy. Poseł na Sejm III kadencji, w latach 2006–2011 wiceprezes Najwyższej Izby Kontroli.

## Życiorys
Ukończył w 1973 studia na Wydziale Odlewnictwa Akademii Górniczo-Hutniczej w Krakowie. W 1981 uzyskał stopień doktora nauk technicznych. Od lat 70. pracował w WSP PZL-Rzeszów. W latach 1990–1999 pełnił funkcję wiceprezydenta Rzeszowa. Od 1994 do 1998 sprawował także mandat radnego miasta.
Był posłem na Sejm III kadencji z ramienia Akcji Wyborczej Solidarność. W 2001 objął kierownicze stanowisko w Najwyższej Izbie Kontroli – dyrektora generalnego. Od listopada 2006 do września 2011 był wiceprezesem NIK. Od 2013 ponownie pełnił funkcję dyrektora generalnego izby. Wszedł w skład komitetu wspierającego kandydaturę Karola Nawrockiego na prezydenta RP w wyborach w 2025.
Otrzymał nagrodę „Józef”, przyznaną przez Radio Rzeszów, TVP3 Rzeszów i „Super Nowości”, w kategorii „Polityk Roku 1999” (obok z Wiesławam Ciesielskiego).